# 奈井江発電所
奈井江発電所（ないえはつでんしょ）は、北海道空知郡奈井江町キナウスナイにある北海道電力（北電）の石炭火力発電所。北電の火力発電所の中では最も古い。

## 概要
石炭産業の斜陽化や農業の近代化に伴う過疎化対策として奈井江町が1961年1月より火力発電所の誘致運動を展開し、1962年9月建設を決定。
官民有地合わせて143町歩（ヘクタール）の敷地を買収し1963年着工し総工費約155億円を投じ、1968年5月に1号機が運転を開始、1970年には2号機が運転を開始した。燃料には近隣地域で採掘される国内炭が使用されている。
2017年12月13日、北電は運転開始から半世紀近くが経ち、老朽化で多額の維持が掛かる事を理由に、2019年3月をもって運転を休止する方向で検討に入ったことを明らかにした。2018年2月には積雪により屋内貯炭場の屋根が破損し解体され、2019年にはボイラー内部での蒸気漏洩が発生。
その後2019年3月31日をもって運転を休止、約50年間の総発電量は900億kWhに登った。新設の石狩湾新港発電所を代替施設とし、休止後は供給力不足長期化時の利用を目的に発電設備の維持を行うとし2019年10月以降は発電所・開閉所の遠隔監視装置を導入した上で無人発電所とした。
設備の経年化により、奈井江発電所の1号機と2号機は2027年3月末で廃止される予定である。
2025年（令和7年）4月25日、北海道電力は地元自治体と跡地利用の検討などを定めた包括連携協定を締結した。

## 発電設備
- 発電所用地：229,000平米[1]
- 本館建築面積：5,666平米[1]
- 建築容積：186,600平米[1]
- 地上高：47.2m[1]
- 総出力：35万kW
- 石炭消費量：約4,000トン/日（35万kW連続運転時）、約102万トン/年（利用率70%時）[1]
- 冷却水量：約90万トン/日（35万kW連続運転時）[1]

1号機
定格出力：17.5万kW
熱効率：39.2%
使用燃料：石炭（国内炭）
ボイラー：石川島播磨重工業
タービン：東芝
発電機：東芝
着工：1963年8月
営業運転開始：1968年5月
2号機
定格出力：17.5万kW
熱効率：39.4%
使用燃料：石炭（国内炭）
ボイラー：石川島播磨重工業
タービン：日立製作所
発電機：日立製作所
着工：1967年8月
営業運転開始：1970年2月

## アクセス
- JR函館本線奈井江駅から車で5分
- 奈井江砂川インターチェンジから徒歩10分